# Santa María del Tule
Santa María del Tule (kurz: Tule) ist eine kleine Stadt im mexikanischen Bundesstaat Oaxaca und liegt etwa 13 km entfernt von der Stadt Oaxaca de Juárez auf dem Weg nach Mitla. Santa María del Tule hat knapp 8000 Einwohner und ist Verwaltungssitz des gleichnamigen Municipio Santa María del Tule.
Im Ort steht der Baumriese „Árbol del Tule“ („Baum von Tule“). Dieses Exemplar der Mexikanischen Sumpfzypresse (Taxodium mucronatum) ist mit 14,05 Metern Stammdurchmesser der dickste Baum der Welt. Er ist auch einer der ältesten Bäume der Welt (älter als 2000 Jahre). Der Umfang des Baumes beträgt etwa 58 m, die Höhe etwa 42 m.